# آن اکلی
آن اُکلی (به انگلیسی: Ann Oakley) ‏(زاده ۱۹۴۴) جامعه‌شناس برجسته بریتانیایی، نویسنده، استاد دانشگاه و فمینیست است. او مؤسس و مدیر مؤسسه آموزش دانشگاه لندن می‌باشد و از سال ۲۰۰۵ از کار دانشگاهی تمام‌وقت بازنشسته شده‌است تا بیشتر به نوشتن و رمان‌های جدید خود بپردازد.

## زندگی‌نامه
مادر آن، کاتلین نی‌میلر، مددکار اجتماعی بود و پدرش، پروفسور ریچارد تیتماس، تحلیل‌گر امور اجتماعی و از شالوده‌گذاران نظام رفاه اجتماعی بود. آن دکترای خود را از دانشگاه لندن گرفت. ان اوکلی از سال ۱۹۹۱ استاد جامعه‌شناسی و سیاست‌گذاری اجتماعی در دانشگاه لندن بوده و مؤسسه آموزش دانشگاه لندن را تأسیس و اداره کرده‌است او با رابین اکلی ازدواج کرد و سه فرزند دارد.
کتاب‌های ان اکلی موضوع‌های گوناگونی از خانه‌داری و بارداری گرفته تا خاطره‌نویسی شخصی دربرمی‌گیرند. برخی از مهم‌ترین کتابهای وی عبارتند از «جنس، جنسیت و جامعه»، «زنان تحت سلطه»، «به شیوهٔ زنانه پذیرفتنش».
کتابهای او بیشتر دربارهٔ مسایل زنان و موقعیت آنها در جامعهٔ مدرن و نقش‌های سنتی زنان است. کتابهای وی دربارهٔ خانه‌داری که در ۱۹۷۴ منتشر شد برای نخستین بار به خانه‌داری به عنوان مسئله‌ای جدی پرداخت و آن را «کار» شمارد. اکلی با همکاری جولیت میچل* چند جلد مجموعه مقالات مهم در زمینه فمینیسم ویراستاری و منتشر کرده‌اند. اکلی همچنین نوشته‌های مهمی دربارهٔ تعارض‌های روش تحقیق علوم انسانی دارد.
آن اکلی در زمینه ادبیات داستانی رمان‌های پرفروشی نوشته‌است که از آن میان می‌توان به کتاب اتاق مردان اشاره کرد که در تلویزیون بی‌بی‌سی تبدیل به مجموعه تلویزیونی شد.

## آثار

### غیرداستانی
- (1972) Sex, Gender and Society (جنس، جنسیت و جامعه)
- (1974) Housewife (زنِ خانه‌دار)
- (1974) The Sociology of Housework (جامعه‌شناسیِ خانه‌داری)
- (1979) Becoming a Mother یا From Here to Maternity (مادر شدن)
- (1980) Women Confined: Towards a sociology of childbirth.
- (1981) Subject Women.
- (1984) The Captured Womb: A history of the medical care of pregnant women.
- (1984) Taking it Like a Woman. (به شیوهٔ زنانه پذیرفتن)
- (1986) What is Feminism?. ویراستاری مجموعه مقالات با همکاری جولیت میچل (فمینیسم چیست؟)[۲]
- (1986) The rights and Wrongs of women ویراستاری مجموعه مقالات با همکاری جولیت میچل[۲]
- (1986) Telling the Truth about Jerusalem:Selected essays.
- (1992) Social Support and Motherhood: The natural history of a research project.
- (1993) Essays on Women, Medicine and Health.
- (1996) Man and Wife: Richard and Kay Titmuss, my parents' early years.
- (1997) Who's Afraid of Feminism? ویراستاری مجموعه مقالات با همکاری جولیت میچل (چه کسی از فمینیسم می‌ترسد؟)
- (1997) The Gift Relationship: From human blood to social policy. (edited with John Ashton).
- (2000) Experiments in Knowing: Gender and method in the social sciences.
- (2001) Welfare & Wellbeing: Richard Titmuss's contribution to Social Policy, (edited with Peter Alcock, Howard Glennerster & Adrian Sinfield).
- (2002) Gender on Planet Earth.
- (2004) Private Complaints & Public Health: Richard Titmuss on the National Health Service, (edited, with Jonathan Barker).
- (2007) Fracture: Adventures of a broken body.

### داستانی
- (1989) The Men’s Room. (رمان و مجموعه تلویزیونی)
- (1990) (under the nom de plume Rosamund Clay) Only Angels Forget.
- (1991) Matilda’s Mistake.
- (1992) The Secret Lives of Eleanor Jenkinson.
- (1993) Scenes Originating in the Garden of Eden.
- (1995) Where the bee sucks, in: (eds) Jones RG, Williams AS. The Penguin Book of Erotic Stories by Women. London: Penguin Books, pp.384–397.
- (1995) Death in the egg, in: (eds) Williams AS, Jones RG. The Penguin Book of Modern Fantasy by Women. London: Penguin Books, pp.525–532.
- (1996) A Proper Holiday.
- (1999) Overheads.